# Lacistema
Lacistema là một chi thực vật có hoa trong họ Lacistemataceae.

## Hình ảnh

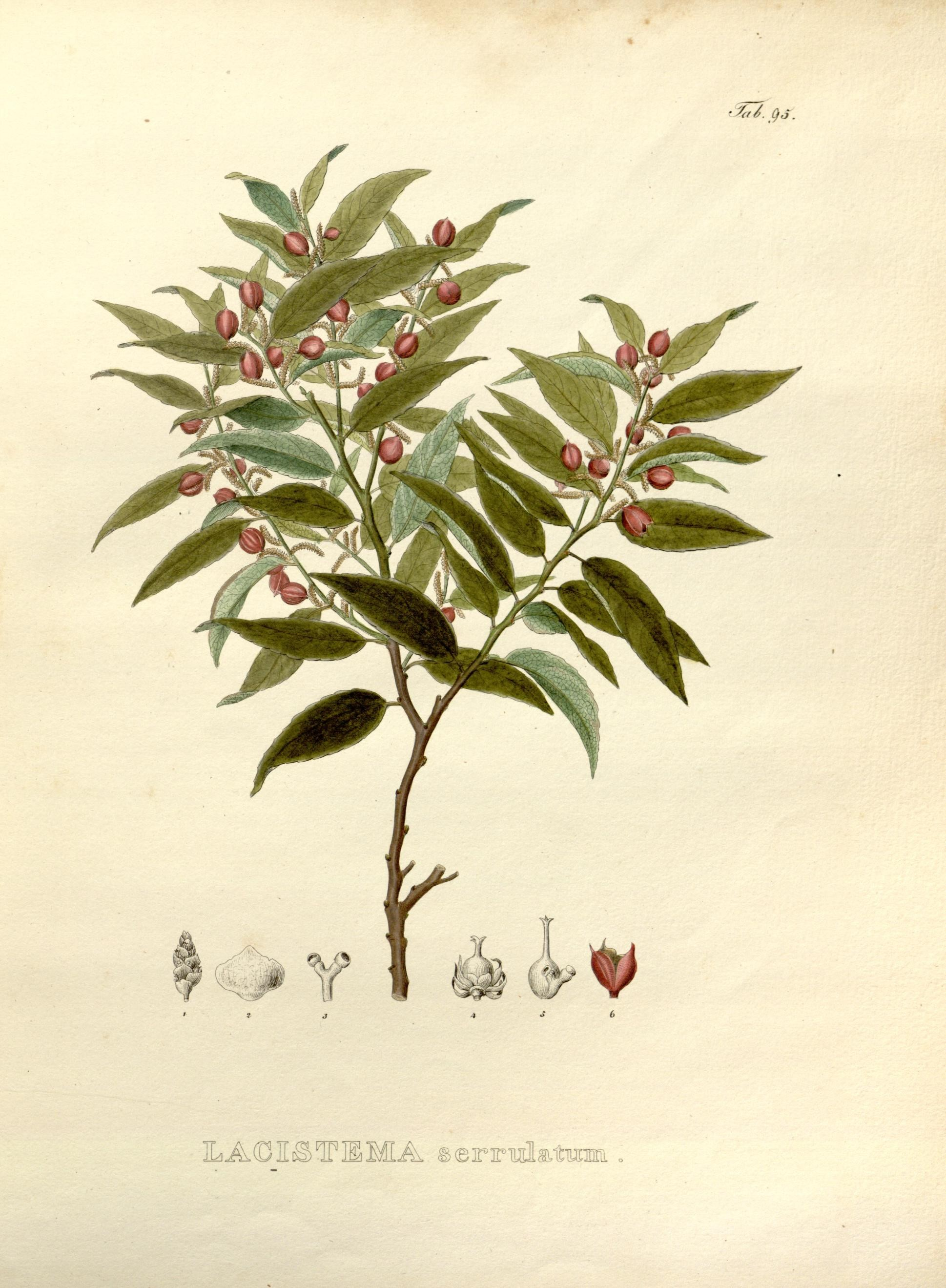
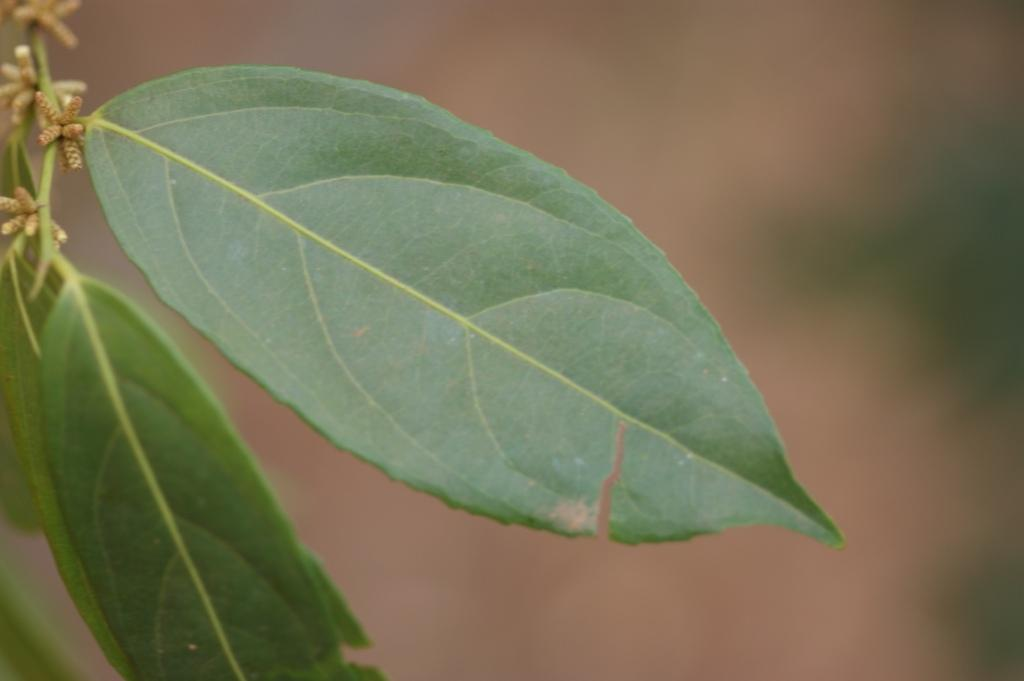
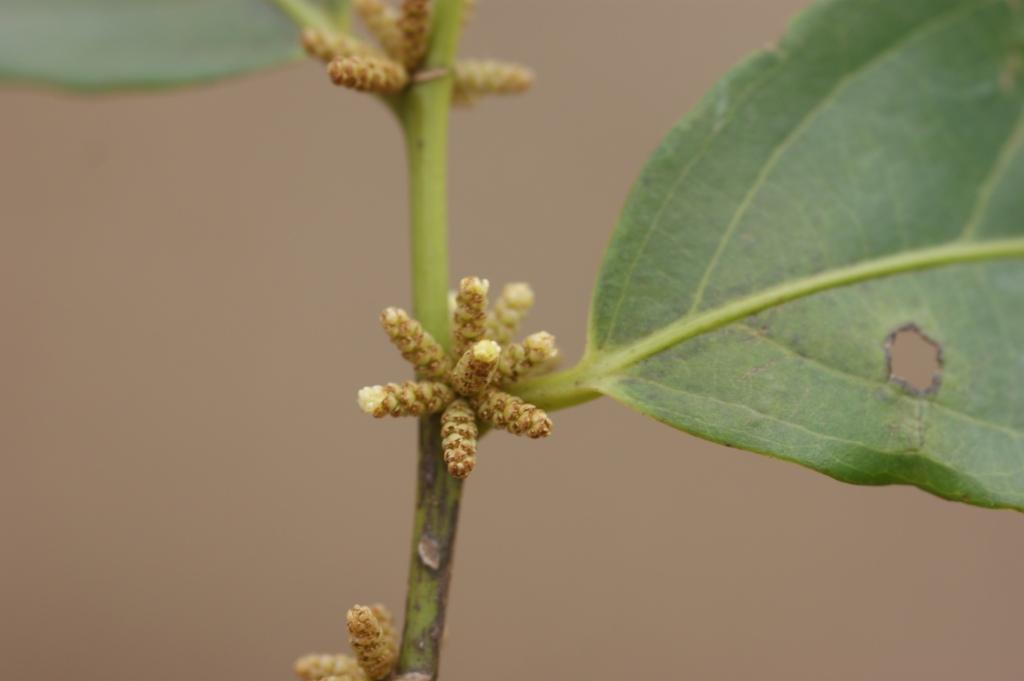
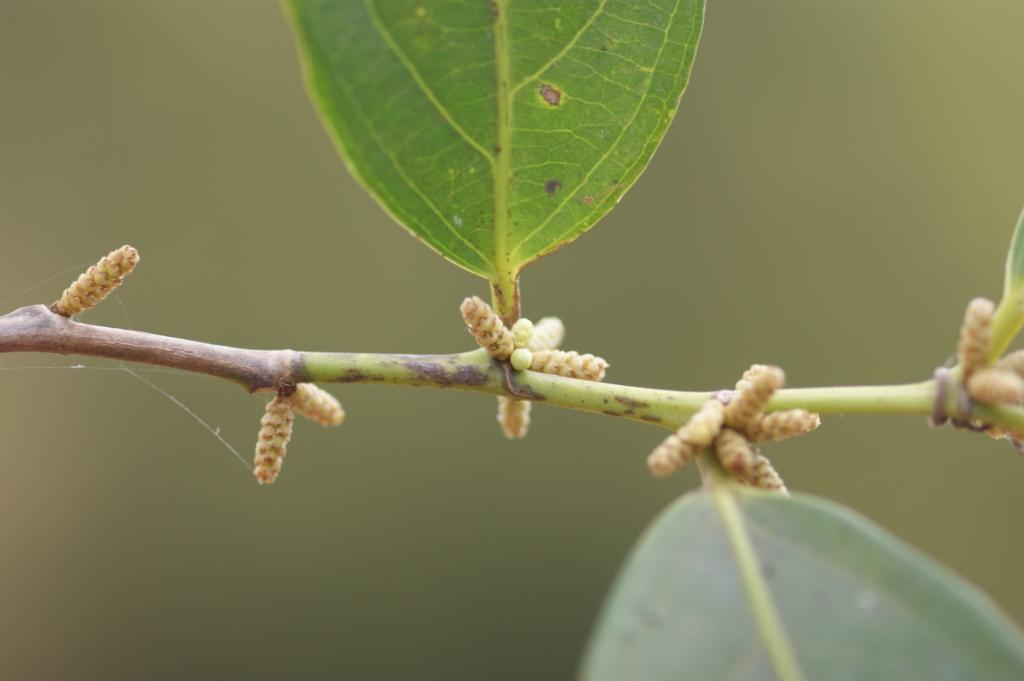

## Loài
Chi Lacistema gồm các loài: